# Agostino Steffani
Agostino Steffani (født 25. juli 1654 i Castelfranco Veneto, død 12. februar 1728 i Frankfurt am Main) var en italiensk komponist, diplomat og katolsk ekklesiologi og titulærbiskop.
Steffani integrerede elementer fra fransk og tysk musik i den italienske tonekunst. Ved siden af operaer offentliggjorde han frem for alt kammerduetter, disse var populære til langt ind i 1700-tallet. Hans værker blev kopierede i et stort antal afskrifter, og mange kilder fra hans samtid lovpriser hans indsats som både musiker og digter. 

## Liv og virke

### Baggrund
Agostino Steffani fik som protege hos kurfursten af Bayern sin musikalske uddannelse af Johann Caspar von Kerll og Ercole Bernabei i München og i Rom. I Rom begyndte han også studiet af katolsk teologi.

### Geistlig, musiker
Han blev i 1674 kammermusiker ved hoffet i München og lærte Jean-Baptiste Lullys musik at kende i Paris i 1678–79. Han blev præsteviet i 1680, blev i 1681 kammermusikdirektør hos kurfyrsten, flyttede i 1689 som hofkapelmester til Hannover, rejste i årene 1692–1702 i diplomatiske opgaver for Hannovers regning. 
Han blev udnævnt i 1703 til geheimeråd i Düsseldorf, blev adlet og blev i 1706 titulærbiskop og i 1709 apostolisk vikar i Nordtyskland for det da netop oprettede apostoliske vikariat for Ober- und Niedersachsen. 
Agostino Steffani blev regnet som en af sin tids fremmeste komponister. I flere operaer forenede han den venezianske og den franske skole og blev anset som uovertruffen såvel i det elegiske og det tragiske som i den instrumentale teknik. Hans første opera, Marco Aurelio (1681), blev fulgt af over 20 andre, blandt andet Servio Tullio (1686), Alarico (1687; nyudgivet af Hugo Riemann), Niobe (1688), Enrico Leone (1689), Arminio (1707) og Tassilone (1709). 
Steffanis kammerduetter udgør mønsterværker af italiensk sang (16 af dem blev udgivede i "Denkmäler der Tonkunst in Bayern", 1905, med en biografi over Steffani af Alfred Einstein). Også hans Stabat mater tilhører hans fremmeste værker. Han komponerede endvidere trestemmige motetter, åndelige kantater, madrigaler og sonater. 
Efter bispesudnævnelsen signerede han sine toneverker med sin sekretær Gregorio Pivas navn. Den unge Georg Friedrich Händel var stærkt influeret af Steffani og kunne i 1710 overtage hans kapelmesterplads i Hannover. Steffani optrådte også som musikforfatter, med et forsvar for tonekunstens værdi.

## Værker
- Tassilone. Tragedia per Musica 1709, utgitt av Gerhard Croll i serien Denkmäler Rheinischer Musik
- Alarico il Baltha, cioè l’Audace, Re de’ Gothi. Dramma per musica i tre akter (uropført 18. januar 1687 i München)
- Niobe, Regina di Tebe. Dramma per musica i tre akter (uroppført 1688 i München)
- Enrico Leone, Dramma i tre akter (uropført 30. januar 1689 ved åbningen af Hannover Hoffteater)
- Stabat Mater for 6 sangere og 7 instrumentalister